# نابت بن إسماعيل
النبت أو نابت أو النبيت وعند أهل الكتاب نَبَايُوتُ هو أحد أبناء إسماعيل حسب علم الأنساب العربي الجاهلي والنقوش الآشورية والتوراة، وهم بالتسلسل: النبت، قيدار، أدبائيل، مبسام، مشماع، دومة، مسا، حدار، تيما، يطور، نافيش، وقدمة.
وعند قدماء الإخباريين نبت هو جد القحطانيين، وفي مزاعم وهب بن منبه و محمد بن السائب والشرقي بن القطامي، قالوا:«قحطان بن الهميسع بن تيمن بن نابت بن إسماعيل بن إبراهيم».ويزعم قدماء النسابة أن العدنانيين هم أبناء عم القحطانيين وهم من نسل قيدار بن إسماعيل، وفي مزاعم ابن شهاب الزهري ومحمد بن السائب الكلبي قالوا:«عدنان بن أد بن الهميسع بن أسحب - أشجب - بن نبت بن قيدار بن إسماعيل».ونجد بعض النسابة العرب يجعلون قحطان وعدنان أبناء عم مباشرين يلتقون في نابت بن إسماعيل، وهو قول حكي عن أم سلمة، ورجحه البخاري، وقال: «عدنان بن أدد بن الهميسع بن نابت بن إسماعيل».
بناءًا على تشابه الأصوات، اقترح المؤرخ اليهودي يوسيفوس في العصر الروماني أن هناك علاقة بين النبت والأنباط التاريخيين في العصر الهلنستي والروماني. على الرغم من أن جيروم تبعه، إلا أن المؤرخين المعاصرين يرفضون أي ارتباط للأنباط بـ «قبيلة نبايوت» المذكورة في سفر التكوين وسفر إشعيا.

## ذِكرُ نابت وبنيه في الحجاز
كان منزل نابت في مكة المكرمة، وكان القيّمَ بأمر مكة وولاية البيت بعد أبيه إسماعيل، ولم يلِ إسماعيل أحد من ولده غيره وكان أكبرهم، ثم مات نابت فدفن في الحجر مع أمه رعلة بنت مضاض، ولم يكثر ولد إسماعيل حينذاك؛ فولى البيت مضاض بن عمرو الجرهمي، وهو جد إسماعيل لأمه رعلة، وضم إليه بني نابت وبني إسماعيل. ومن عقب نابت ذراريه الذين انتشروا في الحجاز من تخوم الشام إلى تخوم اليمن، قال ابن كثير:« جميع عرب الحجاز على اختلاف قبائلهم يرجعون في أنسابهم إلى ولديه نابت وقيدار» وذكر الطبري والأزرقي والفاكهي في أخبار مكة:
« فمن نابت وقيدار نشر الله العرب».

## ذكر نبت وبنيه في الشعر العربي
البيتان السابقان يعودان إلى عبد الخالق بشير بن النعمان بن أبان بن بشير، ونسبها آخرون إلى حسان بن ثابت، ولم ترد تلك القصيدة في ديوانه ولا مخطوطة وقال الدكتور وليد عرفات: «ولم يرد البيتان فيها في المخطوطات. و ورد في الأغاني 14: 128 أبيات على نفس الروي و من نفس البحر منسوبة لعبد الخالق بن أبان بن النعمان ابن بشير من قصيدة طويلة والغاية من البيتين أن يكونا، و ثانيهما على الأخص، حجّة على أن الأزد».
وكثيراً ما نحل المؤلفون عن حسان فتارة ينحلون عنه شعرًا يقول أن الأزد من نبت بن إسماعيل وقد وجد في ذلك أربعة أبيات، وتارة نبت بن مالك بن زيد بن كهلان، ونجد حسان يفتخر بكهلان وقحطان فيما يزيد عن عشرة قصائد، وغالبًا أن كل تلك الأبيات إلى إسماعيل وقحطان نحل مع أن قصائد قحطان وردت في مخطوط ديوانه بعكس أبيات النسب إلى نبت إسماعيل فلم ترد، ومن ذلك ينسب إلى حسان قول:
وينسب إلى حسان شعرًا يصف قومه بالملوك، وأنهم يمانيون من كهلان، حملوا الخيول من سراة حمير اليمن إلى سراة جاسم بن عمليق، وهي الأبيات الآتية:
وينسب أيضًا لحسان:
ومن النحل الواضح هو ما نُسب لحسان:
والبيتان السابقان أضافهما بعض المتعصبين إلى شعر حسان، وتم نظم البيت الثاني المنحول على وزن البيت الأول الصحيح وطريقته؛ ليكون أوقع في النفس. والقصيدة الصحيحة التي نُحل البيتان السابقان منها، هو قول حسان:
كما ينسب إليه قوله:
والأبيات المذكورة لا يمكن أن تكون من نظم حسان، فأسلوبها غير أسلوبه في شعره، وفي بعضها ركاكة وضعف، وديوانه خالٍ من نسب «كهلان»، و«سبأ» و«يشجب» و«يعرب» و«قحطان» «وإسماعيل» و«هود» وغير ذلك، وأسلوب صياغة هذا النظم لا يمكن أن يكون من أسلوب شاعر جاهلي أو شاعر مخضرم، بل لابد أن يكون من نظم المتأخرين، أضافه بعض المتعصبين لمعد واليمن. وقد تنبه لنحل شعر حسان منذ القرن الثاني الهجري، فقال ابن سلام الجمحي: «أشعرهم حسان بن ثَابت: وَهُوَ كثير الشّعْر جَيِّدَة وَقد حمل عَلَيْهِ مَا لم يحمل على أحد، لما تعاضهت قُرَيْش واستبت، وَضعُوا عَلَيْهِ أشعارا كَثِيرَة لَا تنقى».